# Danh sách trò chơi đoán giá của Hãy chọn giá đúng
Các trò chơi đoán giá xuất hiện như một phần trong chương trình trò chơi truyền hình Hãy chọn giá đúng của Đài Truyền hình Việt Nam. Sau mỗi vòng đoán giá, người chơi đưa ra mức giá đúng hoặc thấp hơn gần nhất so với giá gốc của sản phẩm thì thắng sản phẩm đó và có cơ hội để giành thêm các giải thưởng bằng hiện vật hoặc tiền mặt thông qua một trò chơi nhỏ trên sân khấu. Khi mỗi trò chơi đoán giá kết thúc, một người chơi mới sẽ được gọi xuống từ hàng ghế khán giả và quá trình này được lặp lại. Mỗi một chương trình có tất cả bốn trò chơi nhỏ được diễn ra, với chỉ một người chơi duy nhất được tham dự trò chơi đoán giá tại một thời điểm.
Danh sách dưới đây bao gồm tất cả các trò chơi đoán giá đã từng được sử dụng trong chương trình Hãy chọn giá đúng, tên của các trò chơi được sắp xếp theo thứ tự bảng chữ cái và được hiển thị bằng tên tiếng Việt cùng với tên gốc của trò chơi theo phiên bản tại Hoa Kỳ. Tất cả các trò chơi này đều được lựa chọn từ danh sách trò chơi của phiên bản gốc The Price is Right tại Hoa Kỳ và hầu như tuân theo luật chơi được áp dụng tại đó; để có thông tin chi tiết, xem List of The Price Is Right pricing games.  
Vì giá các sản phẩm thường được tính theo đơn vị nghìn đồng (tức là bội số của 1.000) trong khi hầu hết các trò chơi theo nguyên bản của Hoa Kỳ chỉ sử dụng hai đến năm chữ số trong giá của sản phẩm, một số trò chơi trong phiên bản Việt Nam sẽ hiển thị giá sản phẩm ở hàng nghìn thay vì hàng đơn vị (ví dụ, sản phẩm có giá 235.000 đồng được hiển thị là "235").

## 0–9

### 1 hàng dọc (Line 'em Up)
Có một hàng dọc ẩn chứa giá tiền của một sản phẩm (là giải thưởng dành cho người chơi) và ba hàng ngang chứa giá tiền của ba sản phẩm khác. Người chơi cần di chuyển những tấm bảng ghi giá tiền của các sản phẩm tại các vị trí sao cho các con số nằm trên hàng dọc tạo nên giá chính xác của bộ giải thưởng. Người chơi được quyền thay đổi nếu sai ở lần đầu tiên; nếu sau hai lần thử mà vẫn sai thì thua cuộc. Nếu tìm được con số chính xác, người chơi thắng giải và giành được cả bốn sản phẩm trong trò chơi.

## B

### Bàn tay vàng (Punch-A-Bunch)
Có tất cả 52 tấm séc mang các giá trị tiền thưởng khác nhau được cất trong 50 ngăn chứa, mỗi ngăn được đóng kín bằng một tấm bìa cứng in hình dấu chấm hỏi. Người chơi đấm vào những tấm bìa này để lấy tấm séc ra từ ngăn chứa. 
Để có được các lượt đấm nhằm tìm ra các tấm séc, người chơi phải đoán đúng giá của bốn sản phẩm. Mỗi sản phẩm có một mức giá cho trước và người chơi cần cho biết giá chính xác cao hơn hay thấp hơn giá tiền đó. Người chơi sẽ được một lượt đấm cho mỗi sản phẩm đã đoán chính xác, trong trường hợp đoán sai cả bốn sản phẩm thì thua cuộc và không có tiền thưởng.
Kết thúc phần đoán giá cho bốn sản phẩm, người chơi đấm thủng các tấm bìa theo số lượt đấm đã nhận được và người dẫn chương trình sẽ lần lượt lấy tấm séc ra ngoài theo các vị trí mà người chơi đã chon. Sau khi nhận được tấm séc, người chơi có quyền nhận lấy hoặc bỏ qua để đến với các tấm séc tiếp theo (khi đó người chơi sẽ không được nhận phần thưởng từ các tấm séc trước). Nếu chỉ có một tấm séc duy nhất thì người chơi sẽ nhận giải thưởng từ tấm séc đó.
Giá trị của các tấm séc trong các ngăn như sau:
- 2 ngăn có tấm séc trị giá 15.000.000 đồng (trước đây là 10.000.000 đồng).[2]
- 3 ngăn có tấm séc trị giá 5.000.000 đồng.
- 5 ngăn có tấm séc trị giá 1.000.000 đồng.
- 40 ngăn có tấm séc mang các giá trị khác nhau (500.000 đồng, 250.000 đồng, 100.000 đồng và 50.000 đồng), mỗi giá trị tương ứng với 10 tấm séc.
- 2 ngăn có tấm séc ghi chữ "Thêm lượt"; người chơi sẽ được nhận thêm một lượt đấm khi có tấm séc này (tối đa hai lượt đấm bổ sung tất cả).

## C

### Chạy đua (Race Game)
Người chơi sẽ nhận bốn tấm bảng ghi giá của bốn sản phẩm. Trong vòng 45 giây, người chơi phải treo các tấm bảng này vào kệ đặt trước sản phẩm, sau đó kéo cần gạt xuống để kiểm tra kết quả. Nếu màn hình hiển thị số 4 (cả bốn sản phẩm đặt đúng) thì người chơi chiến thắng; còn nếu màn hình hiển thị số 0, số 1 hay số 2 thì phải tiếp tục thay đổi các bảng. Nếu hết thời gian mà vẫn chưa chiến thắng, người dẫn chương trình sẽ kiểm tra giá của từng sản phẩm, đúng ở sản phẩm nào thì người chơi nhận được sản phẩm đó.
Lưu ý: Màn hình không bao giờ hiển thị số 3, nghĩa là không có trường hợp người chơi nhận được ba sản phẩm; vì theo quy tắc, cả bốn tấm bảng đều phải được đặt vào các kệ. Nếu ba bảng đặt đúng thì bảng còn lại đúng; ngược lại, hai bảng đặt đúng và một bảng đặt sai thì bảng còn lại sai. Nếu thiếu một trong bốn bảng chưa được đặt vào kệ thì không thể kiểm tra được (màn hình hiện số 0).

### Chìa khóa vàng (Master Key)
Có ba phần thưởng tương ứng với ba ổ khóa và năm chiếc chìa khóa (một chiếc không mở được ổ khóa nào, một chiếc mở được cả ba ổ khóa và ba chiếc còn lại mở được một ổ khóa cho mỗi chiếc). Người chơi phải đoán chính xác giá của hai sản phẩm để nhận tối đa hai chiếc chìa khoá. Mỗi sản phẩm được theo kèm với ba chữ số, người chơi cần xác định xem giá đúng của sản phẩm đó là hai chữ số đầu hay hai chữ số cuối (ví dụ, ba chữ số xếp theo thứ tự từ trái sang phải lần lượt là 2, 7 và 5, nghĩa là giá của sản phẩm có thể là 27.000 đồng hoặc 75.000 đồng). Với mỗi lần đoán đúng giá, người chơi được chọn một chiếc chìa khóa. 
Sau đó, người chơi sẽ sử dụng những chiếc chìa khóa đã chọn để mở khóa. Ổ khóa được mở khi chữ "THẮNG" xuất hiện và người chơi nhận được phần thưởng ở ổ khóa đó. Nếu tìm được chiếc chìa khoá mở được cả ba ổ khóa, người chơi sẽ giành được toàn bộ số giải thưởng trong trò chơi. Nếu đoán sai cả hai sản phẩm, hoặc chọn phải chiếc chìa khóa không mở được ổ nào khi chỉ đoán được một sản phẩm thì người chơi thua cuộc.

### Chơi golf (Hole in One (or Two))
Người chơi cần sắp xếp sáu sản phẩm được cho trước theo mức giá tăng dần để xác định được vị trí đánh golf. Sắp xếp sai (sản phẩm mở sau có giá nhỏ hơn sản phẩm mở trước đó) ở vị trí nào thì người chơi sẽ đánh tại vị trí trước nó; nếu xếp đúng cả sáu sản phẩm thì được đánh tại vị trí gần nhất. Nếu đánh bóng trúng vào lỗ đích (không tính trường hợp quả bóng dội ngược thành rơi vào lỗ) thì người chơi sẽ giành chiến thắng trong trò chơi này. Người chơi được phép đánh thử một cách tuỳ ý trước khi đánh thật một lần duy nhất.
Trong vòng 30 tháng kể từ tháng 7 năm 2009 đến năm 2011, cứ mỗi ba tháng một lần Hãy chọn giá đúng sẽ tổ chức một chương trình đặc biệt, trong đó người chiến thắng trò chơi này sẽ giành được giải thưởng lớn là một chiếc xe ô tô. Phần lớn giải thưởng xe ô tô được cung cấp bởi siêu thị điện máy Topcare – nhà tài trợ giải thưởng chính cho các số đặc biệt (KIA Morning hoặc KIA Soul), trong khi các giải thưởng của tháng 9 và tháng 12 năm 2009 là xe ô tô do hãng Lifan cung cấp.

### Chú Tễu (Joker)
Có tất cả năm tấm thẻ, mặt sau của một trong năm tấm thẻ này chứa hình ảnh chú Tễu và bốn tấm thẻ còn lại có logo của chương trình. Người chơi sẽ phải đoán giá của bốn sản phẩm bằng cách xác định vị trí đúng của hai chữ số được đưa ra trong giá của mỗi sản phẩm (ví dụ, có hai chữ số là 2 và 4, người chơi cần xác định xem giá đúng là 24.000 hay 42.000 đồng). Với mỗi sản phẩm đoán đúng, người chơi được chọn một tấm thẻ; tổng cộng có bốn cơ hội chọn thẻ cho bốn sản phẩm. 
Sau bốn lượt đoán giá, người dẫn chương trình sẽ lật mở từng tấm thẻ mà người chơi đã lựa chọn (đôi khi, người dẫn chương trình sẽ đọc câu thần chú "Tôi ra đây có phải xưng danh không nhỉ?" trước khi lật thẻ). Nếu tấm thẻ được chọn có hình chú Tễu, người chơi sẽ giành chiến thắng trong trò chơi này. Nếu đoán sai cả bốn sản phẩm hoặc không tìm được tấm thẻ có hình chú Tễu thì người chơi thua cuộc.

### Chữ X bí ẩn (Secret 'X')
Có một bảng hình vuông có kích thước 3x3 ô, ba ô màu đỏ ở cột giữa có chứa một chữ X được đặt ở phía sau một trong ba ô đó (mặt trước được hiển thị bằng dấu chấm hỏi) và sáu ô trống màu vàng ở hai bên. Người dẫn chương trình sẽ tặng trước cho người chơi một chữ X để đặt vào một trong sáu ô trống bất kỳ. Sau đó, người chơi sẽ đoán giá của hai sản phẩm bằng cách chọn một trong hai mức giá ở dưới mỗi sản phẩm đó; mỗi lần đoán đúng sẽ được tặng thêm một chữ X. Người chơi đặt các chữ X nhận được vào các ô màu vàng còn lại.
Sau khi đặt hết các chữ X, người dẫn chương trình sẽ lật mở cột màu đỏ để cho người chơi biết chữ X bí ẩn được đặt ở vị trí nào. Nếu các chữ X của người chơi và chữ X bí ẩn nằm thẳng hàng (tạo thành một hàng ngang hoặc một hàng chéo) thì người chơi sẽ giành chiến thắng trong trò choi này. Nếu đoán sai cả hai sản phẩm hoặc ba chữ X không thẳng hàng thì người chơi thua cuộc.

### Con đường may mắn (Golden Road)
Người chơi được tặng trước một sản phẩm và được biết giá của sản phẩm đó, sau đó lần lượt đoán giá của ba sản phẩm tiếp theo bằng cách tìm chữ số bị giấu đi trong giá của sản phẩm, là một trong những chữ số trong giá của sản phẩm trước. Số chữ số trong giá của sản phẩm sẽ tăng dần theo từng sản phẩm, bắt đầu từ hai chữ số và nhiều nhất là năm hoặc sáu chữ số. Nếu đúng cả ba sản phẩm thì người chơi được nhận toàn bộ số sản phẩm trong trò chơi, nếu sai thì trò chơi kết thúc và người chơi được nhận thêm những sản phẩm đã đoán đúng trước đó. Nếu đoán sai sản phẩm đầu tiên, người chơi chỉ nhận được phần thưởng đã tặng ở đầu trò chơi (họ vẫn được đoán tiếp các sản phẩm còn lại trên đường nhưng việc này chỉ mang tính thủ tục).

### Con số may mắn (Money Game)
Có chín ô số chứa giá của một bộ sản phẩm, người chơi phải đoán giá bằng cách lựa chọn các ô số để lắp thành tên thương hiệu đầy đủ. Người chơi sẽ được biết trước chữ số ở giữa (ứng với hàng trăm nghìn) trong giá trị của bộ sản phẩm. Nếu chọn đúng các ô số có tên thương hiệu, người chơi sẽ giành chiến thắng và giành được giải thưởng tiền mặt trị giá 12.000.000 đồng. 
Trong quá trình chơi, người chơi chỉ được phép sai 3 số, nếu chọn sai đến ô số thứ tư mà không tạo được đầy đủ tên thương hiệu thì người chơi thua cuộc và nhận số tiền thưởng bằng tổng bốn số mà họ đã chọn sai nhân với 1.000 đồng.
Tên các thương hiệu được sử dụng trong trò chơi: ChocoVina của Biscafun (2013–2014), Bánh gạo Richy (2014–2015).

## Đ

### Đếm ngược (Bonkers)
Người chơi được xem trước bốn chữ số sai (từ hàng triệu đến hàng ngàn) trong giá của một sản phẩm (là giải thưởng dành cho người chơi). Trong vòng 60 giây, người chơi cần đặt những miếng gỗ xanh lên các vị trí trên hay dưới chữ số sai (tương ứng với lớn hơn hoặc nhỏ hơn chữ số đó). Sau đó, người chơi bấm chuông để kiểm tra, nếu đúng người chơi sẽ giành chiến thắng và nhận được giải thưởng của trò chơi, còn không thì phải tiếp tục thay đổi và bấm chuông để kiểm tra lại. Nếu hết 60 giây mà vẫn không xếp được mức giá đúng thì người chơi sẽ không nhận được phần thưởng.
Trong trường hợp có thêm chữ số hàng chục triệu (giải thưởng có trị giá hàng chục triệu đồng), người chơi không cần phải đoán chữ số này (vì đây là chữ số đúng).

### Điểm thưởng (Bonus Game)
Có bốn sản phẩm được đưa ra với cùng một giá trị cho trước, người chơi sẽ phải đoán giá chính xác cao hơn hay thấp hơn so với giá trị đó cho mỗi sản phẩm. Nếu đoán đúng, người chơi sẽ nhận được một ô tương ứng trên bảng trò chơi. Sau bốn lượt đoán, nếu ô "TRÚNG THƯỞNG" xuất hiện ở màn hình của ô vừa đoán đúng thì người chơi chiến thắng; nếu đoán sai cả bốn sản phẩm hoặc ô "TRÚNG THƯỞNG" xuất hiện ở những ô đã đoán sai thì thua cuộc.
Trong trường hợp người chơi đoán đúng cả bốn sản phẩm, người chơi sẽ giành chiến thắng ngay lập tức trong trò chơi (vì chắc chắn sở hữu ô "TRÚNG THƯỞNG") và có cơ hội được nhận thêm 1.000.000 đồng tiền thưởng nếu chọn đúng ô "TRÚNG THƯỞNG".

### Đi siêu thị (Grocery Game)
Có năm sản phẩm trong siêu thị để người chơi mua với số lượng tùy ý (có thể mua nhiều sản phẩm cùng lúc). Người chơi sẽ không được biết trước giá tiền của các sản phẩm trong quá trình mua hàng, chỉ đến khi người chơi đã chốt đơn và tiến hành thanh toán thì người dẫn chương trình mới tiết lộ giá của từng sản phẩm và tổng số tiền người chơi đã bỏ ra để mua hàng. Người chơi phải chi đúng số tiền nằm trong giới hạn quy định thì mới chiến thắng trò chơi; nếu số tiền đã tiêu nằm ngoài khoảng này (thấp hơn hoặc cao hơn so với khoảng quy định) thì thua cuộc.
Từ ngày 3 tháng 6 năm 2012 đến ngày 31 tháng 3 năm 2013, cứ mỗi tháng có một chương trình đặc biệt, người chiến thắng trò chơi này sẽ nhận giải thưởng là một chiếc xe máy Piaggio Fly.
Lưu ý: Vì máy tính tiền chỉ hiển thị được tối đa 5 chữ số nên đối với những số tiền lên đến hàng trăm nghìn, máy sẽ chỉ hiển thị 3 hoặc 5 chữ số đầu tiên.

### Đổi chỗ (Make Your Move)
Có ba sản phẩm và chín chữ số trên một bảng lớn. Người chơi sẽ đoán giá chính xác của ba sản phẩm này bằng cách di chuyển những tấm bảng đến các chữ số tương ứng với giá của sản phẩm, trong đó có một giải thưởng có giá trị gồm 2 chữ số, giải thưởng có giá trị 3 chữ số và giải thưởng có giá trị 4 chữ số. Các tấm bảng không được chồng lên nhau, nghĩa là các chữ số trong giá của những giải thưởng khác nhau không được trùng nhau). Nếu đoán đúng được hai sản phẩm hoặc đoán đúng sản phẩm xếp ở giữa thì nhận được cả ba (vì các sản phẩm còn lại cũng được đặt đúng), nếu sai hai sản phẩm giải thưởng thì chỉ nhận được sản phẩm duy nhất đã đoán đúng. Nếu xếp sai cả ba sản phẩm thì người chơi thua cuộc.

### Đồng hồ may mắn (Clock Game)
Có hai sản phẩm được giới thiệu cho người chơi, và người chơi cần đoán giá đúng của hai sản phẩm này trong vòng 30 giây. Người dẫn chương trình sẽ đưa ra gợi ý rằng số tiền người chơi vừa đoán là cao hơn hay thấp hơn so với giá đúng của sản phẩm. Nếu đoán đúng giá của cả hai sản phẩm  trong thời gian quy định của chương trình, người chơi sẽ thắng cuộc và nhận được cả hai sản phẩm đó; nếu đoán được giá của sản phẩm trước, nhưng sau thời gian quy định mà không đoán được giá của sản phẩm sau thì người chơi nhận được sản phẩm trước. Nếu hết giờ mà không đoán được giá của sản phẩm đầu tiên thì thua cuộc và không có phần thưởng.

### Đồng vàng (Pass the Buck)
Có sáu tấm bảng được đánh số từ 1 đến 6. Người chơi có một lượt chọn bảng được tặng trước và hai lượt đoán giá. Mỗi lượt đoán giá bao gồm hai sản phẩm (một sản phẩm có giá đúng và một sản phẩm có giá sai), người chơi cần xác định sản phẩm nào có giá sai. Nếu đoán đúng, người chơi được nhận thêm một lượt chọn bảng.
Phía sau những tấm bảng có các giải thưởng: 1.000.000 đồng, 2.000.000 đồng, 3.000.000 đồng, 5.000.000 đồng, Đồng vàng (giải thưởng lớn nhất) và ô trống. Nếu chỉ có một tấm bảng duy nhất thì người chơi sẽ nhận giải thưởng bên trong tấm bảng đó. Trong trường hợp có nhiều hơn một lượt rút bảng, người chơi có quyền bỏ qua một tấm bảng đã mở để lật mở tấm bảng kế tiếp (đồng nghĩa với việc người chơi không nhận phần thưởng ở tấm bảng trước đó nữa). Nếu mở đúng tấm bảng có hình Đồng vàng, người chơi sẽ có được giải thưởng lớn nhất; nếu tấm bảng có ghi số tiền thì người chơi được nhận số tiền thưởng tương ứng. Nếu chọn phải tấm bảng không có gì tức là người chơi không được thưởng.
Trò chơi kết thúc khi người chơi đồng ý nhận phần thưởng từ tấm bảng, mở đến tấm bảng cuối cùng hoặc mở được tấm bảng có Đồng vàng.

## H

### Hoán vị (Swap Meet)
Chương trình sẽ cho trước 1 sản phẩm, sau đó sẽ cho thêm 3 sản phẩm nữa. Người chơi phải tìm xem 1 trong 3 sản phẩm nào có giá giống với sản phẩm ban đầu. Tìm đúng người chơi chiến thắng và nhận được 2 sản phẩm tìm được đúng giá. Nếu không tìm đúng thì thua cuộc.

## K

### Két sắt (Safe Crackers)
Có một giải thưởng lớn được trưng bày trong két sắt và người chơi cần phải mở két sắt này để giành được giải thưởng. Mã số của két sắt là giá trị của một sản phẩm nhỏ hơn được giới thiệu cho người chơi ở cánh cửa bên cạnh; người chơi xoay các nút vặn trên két sắt sao cho mật mã của két sắt tương ứng với giá của sản phẩm. Sau đó, người chơi quay bánh xe của két sắt để kiểm tra; nếu lắp đúng mã số, đèn xanh lá bật sáng và người chơi chiến thắng với bộ giải thưởng và sản phẩm còn lại. Ngược lại, đèn đỏ sẽ bật sáng và người chơi thua cuộc.
Một số sản phẩm có thêm chữ số hàng triệu trong giá của giải thưởng (thường là 1, 2, 3); chữ số này được thông báo trước là chữ số đúng và người chơi chỉ cần phải đoán ba chữ số còn lại (do mã số của két sắt chỉ có ba chữ số).

### Không mà có (Grand Game)
Có tất cả sáu sản phẩm được trưng bày, người chơi phải chọn ra bốn sản phẩm trong đó có giá trị thấp hơn hoặc bằng con số được chỉ định và được hiển thị ở ô bên dưới. Nếu chọn đúng sản phẩm đầu tiên, người chơi có được 10.000 đồng tiền thưởng; số tiền này được tăng gấp mười theo số sản phẩm mà người chơi đã chọn đúng. Giải thưởng tối đa là 10.000.000 đồng khi người chơi chọn được cả bốn sản phẩm theo yêu cầu của chương trình.
Người chơi có thể dừng lại sau ba sản phẩm để lấy 1.000.000 đồng, nhưng nếu chơi tiếp và chọn phải một trong hai sản phẩm có giá cao hơn mức quy định thì họ sẽ thua cuộc và không có tiền thưởng.

## L

### Lá bài may mắn (Card Game)
Một sản phẩm được đưa ra để người chơi đoán giá, cũng là giải thưởng dành cho họ nếu chiến thắng trong trò chơi này. Bắt đầu trò chơi, chương trình sẽ đặt ra một mốc quy định bằng cách để người chơi bốc một trong các lá bài; giá trị số trên lá bài mà người chơi đã rút được nhân với 100.000 đồng, tức là người chơi phải đoán giá không thấp hơn khoảng quy định này so với giá đúng hoặc đoán đúng giá của sản phẩm đó.
Sau đó, người chơi sẽ rút các lá bài ra từ bộ bài tú lơ khơ gồm 52 lá. Mỗi lần rút, mức giá dự đoán của người chơi tăng lên bằng số đơn vị trên lá bài nhân với 100.000 đồng (các lá J, Q, K được tính 1.000.000 đồng). Rút trúng lá Át, người chơi được cộng vào giá dự đoán của mình bất kỳ giá trị nào. Người chơi có thể dừng lại bất cứ lúc nào khi nhận thấy giá đoán nằm trong khoảng quy định. Nếu dự đoán của người chơi là chính xác, họ thắng cuộc và giành được giải thưởng; nếu giá đoán thấp hơn khoảng quy định hoặc cao hơn giá đúng thì thua cuộc.

### Lựa chọn thông minh (Most Expensive)
Người chơi phải lựa chọn một sản phẩm có giá cao nhất trong số ba sản phẩm được đưa ra. Nếu lựa chọn đúng thì người chơi được nhận cả ba sản phẩm của trò chơi, ngược lại không được nhận bất kỳ một giải thưởng nào.

## M

### Mạo hiểm (Danger Price)
Người chơi được nhìn thấy một con số do chương trình đưa ra và phải chọn ra ba trong số bốn sản phẩm có giá không phải là số tiền đó. Nếu chọn đúng được ba sản phẩm đúng thì thắng cuộc và nhận được cả bốn sản phẩm của trò chơi. Nếu chọn phải sản phẩm có giá trùng với giá của chương trình, trò chơi kết thúc và người chơi được nhận các sản phẩm đã đoán đúng trước đó.

## O

### Ong tìm chữ (Spelling Bee)
Có một tổ ong gồm 30 ô số, người chơi được phép chọn trước hai ô số đầu tiên. Sau đó, người chơi phải đoán giá của ba sản phẩm; mỗi lần đoán giá chính xác hoặc thấp hơn không quá mức quy định, người chơi được chọn thêm một ô số. Khi lật mở các ô số đã chọn, nếu ghép được đầy đủ các ô số thành tên thương hiệu (hoặc lựa chọn đúng một ô số duy nhất có tên thương hiệu đầy đủ) thì người chơi sẽ giành chiến thắng và nhận phần thưởng trị giá 30.000.000 đồng (năm 2018 là 10.000.000 đồng). Sau mỗi ô số được lật, người chơi có thể dừng lại để nhận 300.000 đồng tiền thưởng nhân với số ô còn lại chưa mở, nhưng nếu lật hết các ô số mà vẫn không ghép được tên thương hiệu đầy đủ thì người chơi thua cuộc.
Số lượng các ô số trong trò chơi này bao gồm một ô có tên thương hiệu đầy đủ và (số lượng các ô số với mỗi tên thương hiệu có thể khác nhau):
- 3 ô phần đầu, 11 ô phần giữa, 15 ô phần cuối
- 15 ô phần đầu, 11 ô phần giữa, 3 ô phần cuối
- 11 ô phần đầu, 15 ô phần giữa, 3 ô phần cuối

Tên các thương hiệu được sử dụng trong trò chơi cũng là các nhà tài trợ giải thưởng cho trò chơi này (khi không được thương hiệu nào tài trợ hoặc không có thương hiệu cụ thể, tên chương trình "Hãy chọn giá đúng" sẽ được sử dụng). Các thương hiệu từng xuất hiện trong trò chơi "Ong tìm chữ" gồm có:
- Suzuki (2004–2005)[7]
- Đồ bếp Goldsun (2005–2008)
- Tân Á Đại Thành (2008–2010)[8]
- Vinasoy (2008–2010)
- Biscafun (2010–2011)
- Fami nguyên chất (2011–2016)
- Bánh kẹo Biscafun (2011–2014)
- Sữa đậu nành Fami Canxi (2014)
- Bánh gạo Richy (2015)

- Dầu gấc G8 (2018–2019)
- Ranee dầu ăn 100% từ cá (2018)
- Bộ nấm đông y Ngọc Tú (2018–2019)
- VINAGA sáng mắt đẹp da (2019)
- Cháo sữa Burine (2019–2020)

Lưu ý: Khi đoán giá các sản phẩm lớn hơn, người chơi sẽ được biết trước chữ số hàng triệu và chỉ phải đoán các chữ số còn lại, vì màn hình chỉ được hiển thị 3 chữ số cuối cùng trong đoán giá của sản phẩm.

## S

### Sò biển (Shell Game)
Có bốn con sò tương ứng với bốn sản phẩm cần đoán, một trong số đó có chứa viên ngọc. Mỗi sản phẩm được theo kèm với một mức giá, và người chơi cần cho biết giá đúng của sản phẩm cao hơn hay thấp hơn mức giá đó. Nếu đoán đúng, người chơi nhận được một miếng gỗ đỏ để đặt vào một trong bốn con sò mà họ lựa chọn. Sau bốn lượt đoán giá, nếu chọn đúng con sò có viên ngọc thì người chơi sẽ giành chiến thắng trong trò chơi này; nếu đoán sai cả bốn sản phẩm hoặc không tìm được viên ngọc trong những con sò đã chọn thì người chơi thua cuộc.
Trong trường hợp người chơi đoán đúng cả bốn sản phẩm, họ sẽ giành chiến thắng ngay lập tức (vì chắc chắn sở hữu con sò có viên ngọc) và có cơ hội nhận được 1.000.000 đồng tiền thưởng nếu chọn đúng con sò chứa viên ngọc.

### Số 7 may mắn (Lucky Seven)
Người chơi được tặng trước 7 đồng tiền vàng và được biết sản phẩm để đoán giá, cũng là giải thưởng dành cho họ. Chữ số hàng chục triệu trong giá của giải thưởng sẽ xuất hiện đầu tiên (những giải thưởng dưới 10.000.000 đồng sẽ không xuất hiện chữ số hàng chục triệu; một số ít trường hợp không có cả số hàng chục triệu và hàng triệu, nếu giải thưởng dưới 1.000.000 đồng). Sau đó, người chơi sẽ phải đoán các con số trong giải thưởng từ hàng triệu trở xuống. Đoán sai ở hàng nào, người chơi phải trả lại số đồng tiền vàng bằng chênh lệch giữa con số đã đoán với con số chính xác, và được nhận thêm 3 đồng tiền vàng mỗi khi đoán đúng một con số. Người chơi sẽ chiến thắng nếu còn lại ít nhất một đồng sau tất cả các lượt đoán, và sẽ thất bại nếu hết số đồng tiền vàng bất cứ lúc nào.
Trong trường hợp người chơi có từ 10 đồng tiền vàng trở lên trước lượt đoán cuối cùng (chữ số hàng nghìn), người chơi sẽ giành chiến thắng ngay lập tức mà không phải đoán chữ số hàng nghìn (vì chắc chắn họ còn xu bất kể chữ số nào của hàng nghìn).

## T

### Túi ba gang (It's in the Bag)
Có năm sản phẩm được cất giấu trong năm chiếc túi ba gang, giá của mỗi sản phẩm được ghi ở bên ngoài túi để gợi ý trong quá trình chơi. Tương ứng với đó là sáu sản phẩm được trưng bày cho người chơi, trong đó có một sản phẩm không nằm trong chiếc túi nào. Người chơi phải tìm ra những sản phẩm bị giấu đi bằng cách chọn và đặt những sản phẩm ở ngoài lên vị trí ứng với chiếc túi ba gang thích hợp (có thể thay đổi thứ tự giữa các sản phẩm đã chọn). Sau đó, người dẫn chương trình sẽ bấm nút để mở lần lượt từng chiếc túi ba gang theo chiều từ trái sang phải; nếu chọn đúng sản phẩm có giá ghi trên túi, người chơi sẽ có được 1.000.000 đồng ở lần đầu tiên và được gấp đôi số tiền thưởng ở những lần đúng tiếp theo. Giải thưởng tối đa là 16.000.000 đồng nếu người chơi tìm đúng cả năm sản phẩm, nhưng đặt sai ở bất kỳ sản phẩm nào sẽ khiến người chơi thua cuộc và không có tiền thưởng.
Sau khi đã mở được hai chiếc túi đầu tiên, người chơi có quyền dừng lại để nhận số tiền thưởng tương ứng với chiếc túi gần nhất vừa mới mở.

## X

### Xúc xắc (Dice Game)
Người chơi được biết trước chữ số hàng chục triệu trong giá của giải thưởng (thường là 0, 1 hoặc 2) và sẽ phải đoán giá của giải thưởng đó bằng cách tung cả bốn viên xúc xắc qua vạch vàng; sau đó người dẫn chương trình sẽ đặt chúng vào bốn ô vuông chắn giữa hai bên màn hình, tương ứng với các hàng từ hàng triệu trở xuống trong giá của giải thưởng. Người chơi cần phải đoán xem con số ở một hàng bất kỳ lớn hơn hay nhỏ hơn số của mặt xúc xắc, bằng cách lựa chọn màn hình bên trên hoặc bên dưới. Nếu đoán đúng cả bốn số, người chơi sẽ giành được giải thưởng của trò chơi này; nếu đoán sai ở bất kỳ hàng nào thì thua cuộc và không có phần thưởng.
Lưu ý: Vì các viên xúc xắc được sử dụng trong trò chơi có sáu mặt (từ 1 đến 6), các chữ số cần đoán trong giá của giải thưởng chỉ nằm trong khoảng từ 1 đến 6, không bao giờ sử dụng các số 7, 8, 9, 0. Có một số trường hợp dưới đây mà người chơi không cần phải đoán:
- Tung xúc xắc vào đúng con số chính xác của hàng đó (màn hình hiển thị chữ số 2, 3, 4, 5 ở bên trên và viền màn hình không sáng).
- Tung xúc xắc được 1 hoặc 6, số đúng sẽ luôn cao hơn 1 hoặc thấp hơn 6 (lúc này, màn hình hiển thị chữ số không hiện ra 1 hoặc 6, chỉ có viền sáng) hoặc đúng con số của hàng đó (màn hình hiển thị chữ số 1 ở bên dưới hoặc chữ số 6 ở bên trên và viền màn hình sáng).

Khi người chơi đạt được ít nhất một trong hai trường hợp kể trên trong cả bốn hàng, người chơi sẽ giành chiến thắng ngay lập tức mà không cần phải đưa ra dự đoán ở bất kỳ chữ số nào.

## Z

### Zíc zắc (Plinko)
Mục tiêu của trò chơi này là giành được giải thưởng tối đa 25.000.000 đồng. Người chơi được tặng trước một chiếc đĩa đỏ (tương ứng với một lần chơi) và sẽ phải đoán giá của bốn sản phẩm để được nhận thêm tối đa bốn lượt chơi. Mỗi sản phẩm được đưa ra kèm theo hai chữ số cho trước, chữ số ở bên trái tương ứng với hàng chục nghìn và chữ số ở bên phải tương ứng với hàng nghìn trong giá của sản phẩm đó. Người chơi chọn một trong hai chữ số mà họ cho rằng đó là chữ số đúng trong giá gốc của sản phẩm, nếu đúng sẽ được nhận một chiếc đĩa đỏ.
Sau khi kết thúc cả bốn sản phẩm, người chơi sẽ bước lên bục và thả những chiếc đĩa đỏ xuống đường rãnh zíc zắc để nó rơi vào một trong các ô chứa các giải thưởng khác nhau. Các giá trị giải thưởng được ghi trên các ô bao gồm: 0 đồng, 100.000 đồng, 500.000 đồng, 1.000.000 đồng, 5.000.000 đồng (trước ngày 29 tháng 6 năm 2011 là các ô 250.000 đồng, 500.000 đồng, 1.000.000 đồng, 2.000.000 đồng, không có ô 0 đồng – tương ứng với giải thưởng tối đa là 10.000.000 đồng). Giải thưởng mà người chơi nhận được tính bằng tổng số tiền từ các ô có chiếc đĩa đỏ đã thả rơi vào.
Trong giai đoạn từ 2011 đến 2016, những chiếc đĩa đỏ còn được gọi là "những hạt đậu nành vàng" do trò chơi này được sữa đậu nành Fami (Vinasoy) tài trợ.